# Medal za Ofiarność i Odwagę
Medal za Ofiarność i Odwagę – polskie cywilne odznaczenie państwowe ustanowione ustawą z dnia 17 lutego 1960 roku o orderach i odznaczeniach. Nadawane w latach 1960–1989 przez Radę Państwa, a od 1990 przez Prezydenta RP osobom, które niosły pomoc innym ludziom, narażając przy tym swoje życie. Medal zaprojektowany został w 1960 przez Józefa Gosławskiego.

## Ustanowienie i zasady nadawania
Medal ustanowiony został na mocy ustawy z 17 lutego 1960 roku. Zgodnie z treścią art. 18 ust. 1 mógł „być nadany osobie, która z narażeniem życia niosła ratunek tonącym, ofiarom katastrof żywiołowych, pożarów, wybuchów lub innych nieszczęśliwych wypadków albo w takich okolicznościach ratowała zagrożone mienie”. Ust. 2 tego samego artykułu dotyczył możliwości nadania tego odznaczenia wielokrotnie tej samej osobie. Organem, który decydował o przyznaniu medalu była Rada Państwa. Pierwszą osobą uhonorowaną medalem był kapral milicji Józef Dzida, który uratował dwuletnie dziecko spod kół pociągu 17 maja 1960 roku na stacji w Tawęcinie.
W związku z nowelizacją konstytucji od 8 kwietnia 1989 kompetencje Rady Państwa, także w zakresie nadawania odznaczeń przypisane zostały Prezydentowi PRL, zaś od 1 stycznia 1990 Prezydentowi RP (nowela grudniowa).
Ustawa z dnia 16 października 1992 r. o orderach i odznaczeniach uwzględniła medal w obecnym polskim systemie odznaczeń państwowych, określając w art. 18 ust. 1, że stanowi on „nagrodę dla osób, które z narażeniem życia lub zdrowia ratowały zagrożone życie ludzkie lub mienie”. Utrzymana została możliwość wielokrotnego odznaczenia dla tej samej osoby (art. 18 ust. 2 ustawy). Podobnie jak inne polskie ordery i odznaczenia, medal może być nadawany obywatelom innych państw (art. 4 ust. 2 ustawy), jak również może być nadany pośmiertnie (art. 7 ustawy).
Od 10 października 2007 roku, po wejściu w życie Rozporządzenia Prezydenta Rzeczypospolitej Polskiej z dnia 31 lipca 2007 r. zmieniające rozporządzenie w sprawie opisu, materiału, wymiarów, wzorów rysunkowych oraz sposobu i okoliczności noszenia odznak orderów i odznaczeń nazwa medalu zapisywana jest jako „Medal za Ofiarność i Odwagę”, a nie jak wcześniej „Medal Za Ofiarność i Odwagę”. W rozporządzeniu określono także, że Medal za Ofiarność i Odwagę, wedle precedencji polskich odznaczeń, nosi się po Wojskowym, Morskim i Lotniczym Krzyżu Zasługi.
Od lipca 2022 Medal za Ofiarność i Odwagę nosi się po Krzyżu Świętego Floriana.

## Opis odznaki

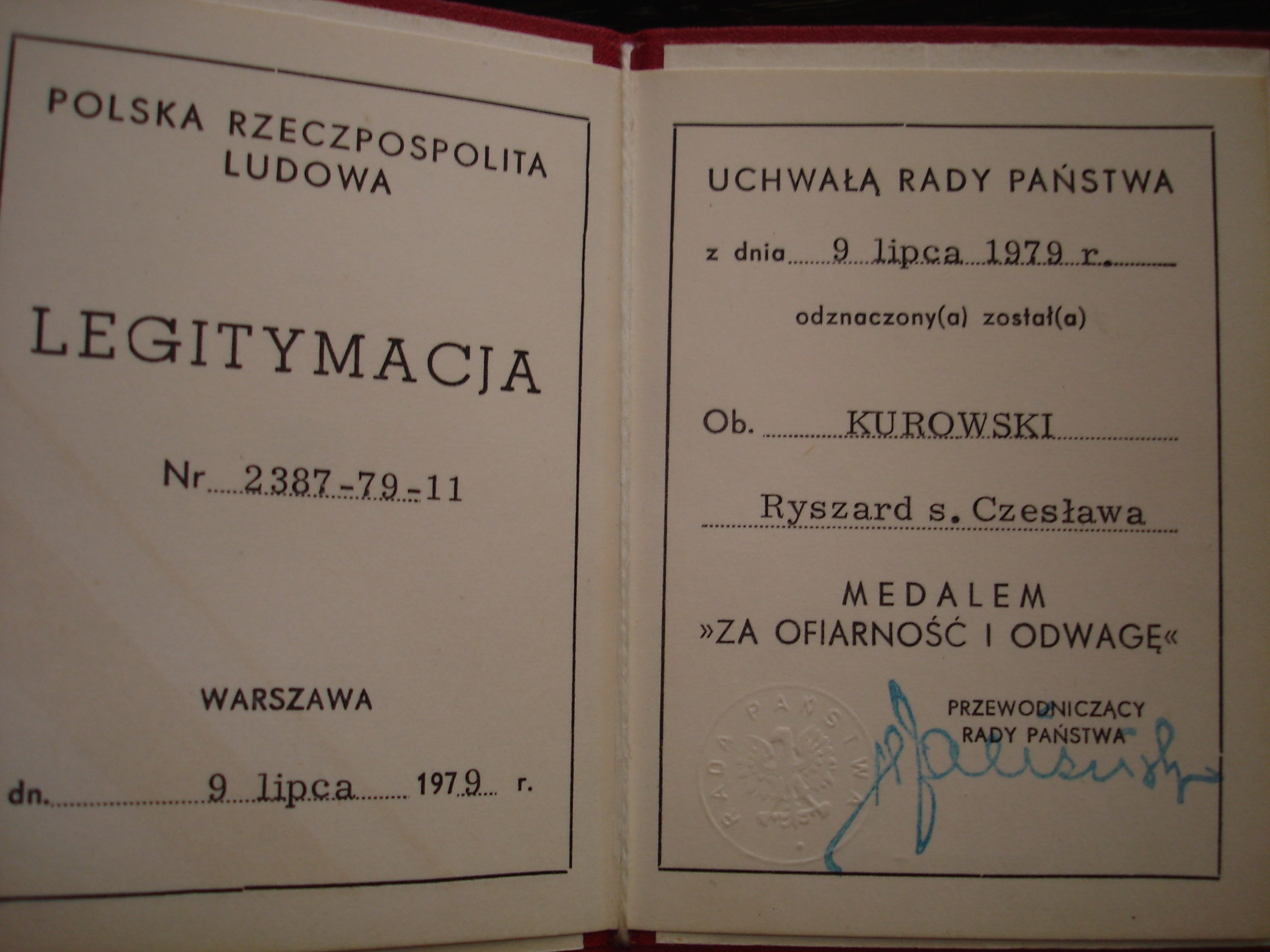
Legitymacja medalu nadanego Ryszardowi Kurowskiemu w 1979 roku

Odznaka zaprojektowana została w roku 1960 przez polskiego rzeźbiarza i medaliera Józefa Gosławskiego. Jej wygląd opisany jest w Rozporządzeniu Prezydenta Rzeczypospolitej Polskiej z dnia 10 listopada 1992 r. w sprawie opisu, materiału, wymiarów wzorów rysunkowych oraz sposobu i okoliczności noszenia odznak orderów i odznaczeń. Zgodnie z jego treścią odznaką medalu „jest okrągły, srebrzony, oksydowany medal o średnicy 35 mm”. Na awersie wytłoczono trójkąt o ściętych wierzchołkach, w który wpisana jest płaskorzeźba kobiety i mężczyzny. Na rewersie medalu, także w wytłoczonym trójkącie o ściętych wierzchołkach, znajdują się trzy liście dębu, a pod nimi napis:

ZA
OFIARNOŚĆ
I ODWAGĘ
W OBRONIE
ŻYCIA I MIENIA

Rozporządzenie reguluje także wygląd wstążki – ma ona kolor zielony i szerokość 35 mm, a po jej bokach znajdują się czerwone paski o szerokości 4 mm.
Do 1992 r. odznaczani medalem po raz kolejny, otrzymywali kolejny egzemplarz odznaczenia (funkcjonariusze służb mundurowych nosili kolejną baretkę). Obecnie przy kolejnym nadaniu odznaczenia do wstążki dokłada się okucie „w kształcie srebrzonej, gładkiej, matowej listewki szerokości 5 mm z polerowanymi krawędziami”; podobnie do baretki medalu dopina się pionowe srebrzone okucie.
| nadanego pierwszy raz | nadanego dwukrotnie | nadanego trzykrotnie | nadanego czterokrotnie |

## Informacje dodatkowe
Medal za Ofiarność i Odwagę pojawił się m.in. w serii komiksów o Kapitanie Żbiku. Wydaniu towarzyszył jednostronicowy komiks prezentujący historię z daną osobą odznaczoną tym medalem. W 2008 Komenda Wojewódzka Policji w Bydgoszczy rozpoczęła kampanię mającą zachęcić do rekrutacji, w której nawiązano m.in. do cyklu Za ofiarność i odwagę. Najmłodszą odznaczoną osobą jest sześcioletni Brajan Chlebowski.

## Statystyka nadanych odznaczeń

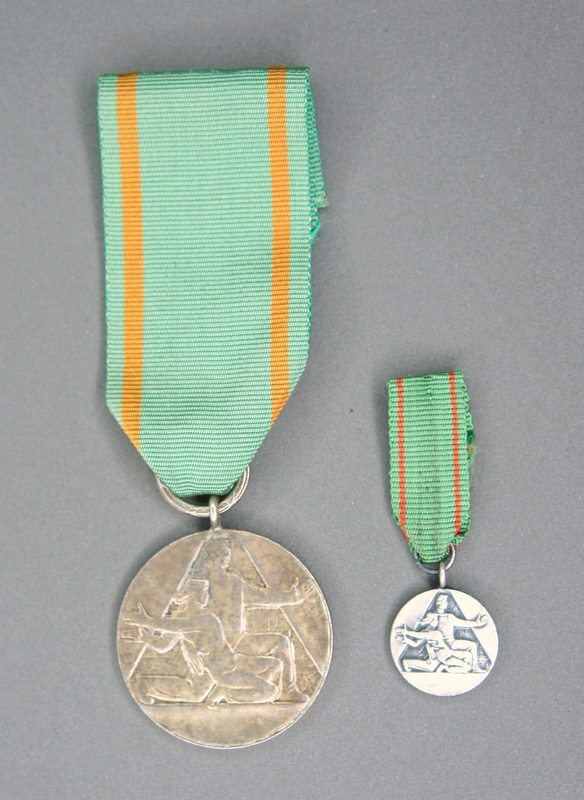
Medal wraz z miniaturką

Łącznie, do 1992 r., tj. do końca obowiązywania ustawy z okresu PRL, przyznano 3875 Medali za Ofiarność i Odwagę. W latach 1992–2009 tym odznaczeniem zostało udekorowanych 2349 osób.
|                | 2006 | 2007 | 2008 | 2009 | 2010 | 2011 | 2012 | 2013 | 2014 | 2015 | 2016 | 2017 | 2018 | 2019 | 2020 | 2021 | 2022 | 2023 | 2024 | 2025 |
| -------------- | ---- | ---- | ---- | ---- | ---- | ---- | ---- | ---- | ---- | ---- | ---- | ---- | ---- | ---- | ---- | ---- | ---- | ---- | ---- | ---- |
| Styczeń        | 2    | 0    | 2    | 7    | 0    | 5    | 0    | 0    | 0    | 0    | 0    | 0    | 9    | 0    | 0    | 0    | 8    | 0    | 12   | 7    |
| Luty           | 55   | 1    | 0    | 7    | 12   | 4    | 0    | 17   | 23   | 4    | 0    | 0    | 3    | 19   | 4    | 7    | 0    | 2    | 0    | 0    |
| Marzec         | 14   | 2    | 7    | 0    | 2    | 4    | 11   | 0    | 6    | 8    | 27   | 14   | 0    | 0    | 0    | 12   | 9    | 0    | 0    | 2    |
| Kwiecień       | 2    | 21   | 2    | 2    | 3    | 13   | 34   | 4    | 0    | 4    | 19   | 0    | 13   | 0    | 17   | 6    | 1    | 5    | 1    | 0    |
| Maj            | 7    | 4    | 0    | 49   | 0    | 4    | 2    | 0    | 0    | 0    | 0    | 21   | 0    | 27   | 0    | 1    | 0    | 6    | 6    |      |
| Czerwiec       | 1    | 1    | 8    | 1    | 90   | 3    | 0    | 9    | 0    | 5    | 5    | 5    | 43   | 0    | 9    | 6    | 6    | 0    | 3    |      |
| Lipiec         | 17   | 7    | 12   | 0    | 149  | 2    | 3    | 3    | 10   | 0    | 0    | 0    | 0    | 1    | 8    | 0    | 0    | 2    | 0    |      |
| Sierpień       | 21   | 12   | 17   | 0    | 1    | 16   | 40   | 0    | 13   | 6    | 0    | 20   | 7    | 14   | 0    | 6    | 3    | 11   | 5    |      |
| Wrzesień       | 1    | 3    | 7    | 9    | 220  | 6    | 0    | 8    | 2    | 0    | 15   | 7    | 7    | 0    | 0    | 1    | 10   | 2    | 0    |      |
| Październik    | 4    | 19   | 24   | 9    | 22   | 16   | 10   | 0    | 0    | 6    | 0    | 0    | 0    | 11   | 7    | 9    | 8    | 65   | 16   |      |
| Listopad       | 10   | 35   | 0    | 13   | 4    | 3    | 6    | 5    | 5    | 0    | 0    | 0    | 0    | 8    | 0    | 0    | 0    | 0    | 0    |      |
| Grudzień       | 0    | 6    | 0    | 25   | 19   | 4    | 0    | 0    | 7    | 27   | 0    | 0    | 0    | 0    | 0    | 0    | 0    | 2    | 0    |      |
| Łącznie w roku | 134  | 111  | 79   | 122  | 522  | 80   | 106  | 46   | 54   | 60   | 66   | 67   | 82   | 80   | 45   | 48   | 45   | 95   | 43   |      |

Dane obejmują wyłącznie okres od stycznia 2006 roku ze względu na brak informacji na oficjalnej stronie Prezydenta RP o wcześniejszych nadaniach. Źródło: prezydent.pl